# Grand Prix automobile de Suède 1975
Cet article présente les résultats du Grand Prix de Suède de Formule 1 1975 qui a eu lieu sur le circuit de Scandinavie à Anderstorp près de Jönköping le 8 juin 1975.

## Classement
| Pos  | N° | Pilote             | Écurie          | Tours | Temps/Abandon       | Grille | Points |
| ---- | -- | ------------------ | --------------- | ----- | ------------------- | ------ | ------ |
| 1    | 12 | Niki Lauda         | Ferrari         | 80    | 1 h 59 min 18 s 319 | 5      | 9      |
| 2    | 7  | Carlos Reutemann   | Brabham-Ford    | 80    | + 6 s 288           | 4      | 6      |
| 3    | 11 | Clay Regazzoni     | Ferrari         | 80    | + 29 s 095          | 12     | 4      |
| 4    | 27 | Mario Andretti     | Parnelli-Ford   | 80    | + 44 s 380          | 15     | 3      |
| 5    | 28 | Mark Donohue       | Penske-Ford     | 80    | + 1 min 30 s 763    | 16     | 2      |
| 6    | 23 | Tony Brise         | Hill-Ford       | 79    | + 1 tour            | 17     | 1      |
| 7    | 3  | Jody Scheckter     | Tyrrell-Ford    | 79    | + 1 tour            | 8      |        |
| 8    | 1  | Emerson Fittipaldi | McLaren-Ford    | 79    | + 1 tour            | 11     |        |
| 9    | 5  | Ronnie Peterson    | Lotus-Ford      | 79    | + 1 tour            | 9      |        |
| 10   | 32 | Torsten Palm       | Hesketh-Ford    | 78    | Panne d'essence     | 21     |        |
| 11   | 26 | Alan Jones         | Hesketh-Ford    | 78    | + 2 tours           | 19     |        |
| 12   | 4  | Patrick Depailler  | Tyrrell-Ford    | 78    | + 2 tours           | 2      |        |
| 13   | 14 | Bob Evans          | BRM             | 78    | + 2 tours           | 23     |        |
| 14   | 20 | Damien Magee       | Williams-Ford   | 78    | + 2 tours           | 22     |        |
| 15   | 6  | Jacky Ickx         | Lotus-Ford      | 77    | + 3 tours           | 18     |        |
| 16   | 18 | John Watson        | Surtees-Ford    | 77    | + 3 tours           | 10     |        |
| 17   | 30 | Wilson Fittipaldi  | Copersucar-Ford | 74    | + 6 tours           | 25     |        |
| Abd. | 16 | Tom Pryce          | Shadow-Ford     | 53    | Sortie de piste     | 7      |        |
| Abd. | 21 | Ian Scheckter      | Williams-Ford   | 49    | Pneumatique         | 20     |        |
| Abd. | 22 | Vern Schuppan      | Hill-Ford       | 47    | Transmission        | 26     |        |
| Abd. | 8  | Carlos Pace        | Brabham-Ford    | 41    | Sortie de piste     | 6      |        |
| Abd. | 17 | Jean-Pierre Jarier | Shadow-Ford     | 38    | Moteur              | 3      |        |
| Abd. | 9  | Vittorio Brambilla | March-Ford      | 36    | Transmission        | 1      |        |
| Abd. | 2  | Jochen Mass        | McLaren-Ford    | 34    | Surchauffe moteur   | 14     |        |
| Abd. | 24 | James Hunt         | Hesketh-Ford    | 21    | Freins              | 13     |        |
| Abd. | 10 | Lella Lombardi     | March-Ford      | 10    | Distribution moteur | 24     |        |

Légende :
- Abd.=Abandon

## Pole position et record du tour
- Pole position : Vittorio Brambilla en 1 min 25 s 659 (vitesse moyenne : 170,918 km/h).
- Tour le plus rapide : Niki Lauda en 1 min 28 s 267 au 61e tour (vitesse moyenne : 163,876 km/h).

## Tours en tête
- Vittorio Brambilla : 15 (1-15)
- Carlos Reutemann : 54 (16-69)
- Niki Lauda : 11 (70-80)

## À noter
- 5e victoire pour Niki Lauda.
- 55e victoire pour Ferrari en tant que constructeur.
- 55e victoire pour Ferrari en tant que motoriste.